# 敲敲愛上你
《敲敲愛上你》（英語：Knock Knock loving you，原名《愛在皇后鎮》，中國版名稱《如果可以愛》），是一部台灣偶像劇，改編自台灣著名言情小說作家席絹於2005年出版的言情小說《珠玉在側》，由多曼尼製作有限公司製作，於2007年12月23日開鏡，2008年3月23日殺青；華視與八大綜合台共同播出，由明道、郭品超、吳亞馨、李小璐等人主演。台灣OTT由LiTV 線上影視全劇上架。
為了加強電視劇的戲劇效果，將原著小說裡的父女「衝突」(新舊兩派處事方式之爭)演變得更加激烈。

## 播放時間
| 頻道         | 所在地 | 播放日期      | 播出時間          | 備註                   |
| ------------ | ------ | ------------- | ----------------- | ---------------------- |
| 華視主頻     | 台灣   | 2009年4月12日 | 每週日22:00       | 06/14起，改為22:10播出 |
| 八大綜合台   | 台灣   | 2009年4月17日 | 每週五20:00       | 05/08起，改為21:00播出 |
| 美亞電視劇台 | 新加坡 | 2009年6月5日  | 每週一至週五20:30 |                        |

## 演員及角色

### 程氏
| 演員   | 角色            | 人物簡介、關係 |
| 郭品超 | 程雪歌 （23歲） | 雪歌 「瑋霖休閒中心」董事長 程志昂的獨生子，自幼備受疼愛 自小於「皇后鎮森林」成長 樣貌英俊，個性善良 樂團指揮新秀 喜歡姚子望 原著並無提及他接任「董事長」一職前尚有其他身份，更沒提過修讀音樂課程 |
| 劉尚謙 | 程志昂          | 程董 程雪歌之父 個性敦厚，有識人之明 希望兒子成為獨當一面的人才 |

### 趙氏
| 演員 | 角色            | 人物簡介、關係                                                                                          |
| 明道 | 趙冠希 （26歲） | 冠希 「皇昕金控集團」董事長的長子 個性如豺狼，打擊對手從不心軟 趙冠麗的兄長 喜歡姚子望 本電視劇原創角色 |
| 蔣怡 | 趙冠麗 （24歲） | 冠麗 「皇昕金控集團」董事長的幼女 趙冠希之妹 極度迷戀程雪歌                                             |

### 姚氏
| 演員            | 角色            | 人物簡介、關係 |
| 吳亞馨          | 姚子望 （23歲） | 子望 姚萬傳大房之女 姚家大房最小的女兒 傷害她最重的都是至親，所以她不會相信親情與任何感情 姚子待、姚子萊之妹 姚子期、姚匯恩異母之姊 喜歡程雪歌但不敢表白                    |
| 馮媛甄          | 姚子期 （22歲） | 子期 姚萬傳二房之女 美麗聰明、充滿心機 表面上是乖女兒，但事實上充滿野心 喜歡趙冠希 姚子待、姚子萊、姚子望的異母之妹 姚匯恩之姊 本電視劇原創角色，原著子望只有弟弟，沒有妹妹 |
| 阿美 （翼勢力） | 姚匯恩 （18歲） | 匯恩 童年由王欣逸飾演 姚萬傳的二房愛子 沒有很大的野心，只想發展個人興趣 姚子待、姚子萊、姚子望的異母之弟 姚子期之弟 喜歡小步                                                |
| 張晨光          | 姚萬傳          | 姚氏企業領導者 思想傳統，個性固執，唯我獨尊 姚匯恩、姚子待、姚子萊、姚子望、姚子期之父                                                                                      |
| 倪雅倫          | 姚子待          | 姚萬傳大房之女 姚家大房中大女兒 姚子望之大姊 姚子期、姚匯恩異母之姊 原著並無正式出場                                                                                        |
| 黃琦崴          | 姚子萊          | 姚萬傳大房之女 姚家大房中二女兒 姚子望之二姊 姚子期、姚匯恩異母之姊 說出一心想著「母憑子貴」的母親得悉第三胎子望都是女嬰後，便想把子望悶死，令子望非常傷心 原著並無正式出場 |
| 吳玟萱          | 姚母            | 姚萬傳二房老婆 姚子期、姚匯恩之母 |
| 應采靈          | 姚母            | 姚萬傳大房老婆 姚子望、姚子待、姚子萊之母 后因病去世 |

### 唐氏
| 演員   | 角色            | 人物簡介、關係                                                               |
| 李小璐 | 唐清舞 （22歲） | 來自上海的中國大陸留學生 外型秀麗、個性溫柔體貼 與雪歌相戀，後分手與承軍相戀 |
| 蔡綱   | 唐父            | 唐清舞之父                                                                   |

### 其他演員
| 演員   | 角色          | 人物簡介、關係                                                         |
| 柏栩栩 | 承軍 （24歲） | 上海一間知名醫院擔任復健師 個性沈穩 與唐清舞相戀                       |
| 周曉涵 | 小步 （18歲） | 熱愛搖滾 家境不好，得以收取保護費維生 與姚匯恩相戀                     |
| 阿龐   | 阿哲          | 阿哲 程雪歌的朋友 為了小孩子的醫藥費而偷皇后鎮內的電視，幸得程雪歌原諒 |
| 琇琴   | 哲妻          | 阿哲之妻                                                               |

### 客串演員
| 演員     | 角色       | 人物簡介、關係       | 登場集數 |
| 瑞莎     | -          | 洋人，趙冠希的前女友 | 1        |
| 北原山貓 | 原住民義工 | 「你岸」部落義工     | 1,10     |
| -        | 志蓉       | 姚董的助理           | 1,2      |
| 高振鵬   | 高秘書     | 程雪歌的秘書         | 2,3,4    |
| 郭世倫   | 流氓鄭     |                      | 2,4,5,6  |
| -        | 丁叔叔     |                      | 2        |
| -        | 華叔       |                      | 2,4      |
| -        | 黃董       |                      | 3        |
| -        | 王經理     |                      | 3        |
| -        | 劉經理     |                      | 3        |
| -        | 王董       |                      | 6        |
| -        | 朱永春     | 劉念慈的父親         | 6        |
| -        | 劉念慈     | 朱永春的女兒         | 6        |
| 無       | 流氓們     |                      | 9,10,11  |
| 周子俊   | 子期夫     | 姚子期的丈夫         | 10       |
| -        | COCO凌     | 趙冠希前女友         | 10,11    |
| -        | Kelly      |                      | 10       |
| -        | 小余       |                      | 10       |
| -        |            | 賣紅豆餅的老闆娘     | 10       |
| -        | 豹哥       |                      | 11       |

## 經典台詞
- 姚子望說：三男一女、兩隻猩猩、五隻企鵝、一隻熊貓。（第二集結）
- 程雪歌說：三男一女、兩隻猩猩、五隻企鵝、一隻熊貓。（完結篇）
- 程雪歌說：姚小姐你錯了，你們真的很像一家人。（第一集）
- 雪歌父說：照相是為了留下美好事物，而留下紀念。（第二集）
- 姚子望说：我是来告诉你结果的，并不是要和你讨论
- 趙冠希說：我一直都覺得自己像是一個...迫降在地球上面的外星人；地球雖然好玩，但是我總是覺得寂寞了一點，我只是沒有想到..有機會能夠遇到同類。（第四集）
- 姚子望說：只是因為你習慣用錢去衡量一切；而他認為，這是世界上最醜陋的缺點。（第五集）
- 趙冠希說：就是無法取代，所以誰都無法放棄。（第七集）
- 趙冠希說：你說的對，就是因為無法取代所以誰都無法放棄。（第七集）
- 姚子望說：這是一個很難用真面目對人的世界，還是得要面對真實的世界。（第七集）
- 姚子望說：或許在不同道的兩人分開，才是彼此的福氣。（第七集OS）
- 唐清舞說：今天的節目結束了嗎？你想知道我的答案嗎？（第七集OS）
- 程雪歌說：在我的空氣裡，不能沒有你清舞。（第七集）
- 姚子望說：你累不累啊？（第八集）
- 程雪歌說：坐哪不是都樣嗎？何必在乎這麼多。（第八集）
- 趙冠希說：了解自己的「敵人」才能知己知彼不是嗎。（第八集）
- 姚子望說：從那裡跌倒，從那裡爬起來。（第八集）
- 趙冠希說：今天的「節目」結束了嗎，我希望能夠有一個完美句點。（第八集）
- 姚子望說：硬了翅膀的鳥，本來就該飛走。（第八集OS）
- 姚子望說：結了冰的牆，在多安慰的話也顯得多餘。（第八集OS）
- 唐清舞說：失去了，就不能再回來了。（第八集OS）
- 趙冠希與趙冠麗說：趙冠麗說: 要放棄嗎 才趙冠希說:我像是那麼容易放棄的人嗎 倒是妳 妳放棄程雪歌吧 比他好的男人多的是 又不像我的姚子望 趙冠麗說: 對我來說程雪歌是無法取代 跟你一樣 得不到 就再接再厲囉
- 趙冠希說: 我們只不過是兄妹，心思都一樣。（第九集）
- 姚子望說：你不想睹物思人，卻要我是睹物思人。（第九集OS）
- 程雪歌說：沒想到，我現在才發現，我真的不懂她。（第九集）
- 姚子望说：這是一個什麼樣的世界， 這是一個什麼樣的父親。（第九集）
- 姚母說：就算是兩情相悅，婚姻中的長久生活都有可能磨損掉原有的感情。如果不是以相愛為基礎的婚姻，又該如何支撐下去呢？（第十集）
- 程雪歌說：一個遺忘的地方，卻叫人難以遺忘不是嗎？（第十集）
- 姚子望對冠希說：這只不過是一樁生意，價錢合理就成交了。（第十集）
- 姚子望說：這樣也好，反正是遲早事，只不過也來得太快了。（第十集OS）
- 姚子望說：沒有我在身邊，雪應該過得很好吧？（第十集OS）
- 姚子望說：失而復得的東西，是不是特別珍貴？（第十一集OS）
- 姚子望說：他應該要有最美好的女人匹配，而不是我這種市儈不幸的女人所能擁有的。（第十一集OS）
- 姚子望說：我已經驚不起再次失去了雪歌。（第十一集OS）
- 姚子望說：原來有人可以依靠的感覺，是這麼的美好，一個人堅強獨立了大半輩子，好像就是為了這一刻，為了等一個，可以讓你永遠賴著的人。（第十一集OS）
- 程雪歌說：現在我才發現，一直以來，都是妳陪在我身邊。（第十二OS集）
- 姚子望說：這就是所謂被套牢了嗎？（第十二集OS）
- 程雪歌說：再給我們一次的機會好嗎？（第十二OS集）
- 姚子望說：如果「時間」可以回到過去，我有一句話想要對你說『敲敲愛上你』  。（完結篇）

## 電視劇歌曲
| 類型   | 名稱   | 演唱   | 作詞   | 作曲   |
| ------ | ------ | ------ | ------ | ------ |
| 片頭曲 | 你飛吧 | 張芸京 | 趙之壁 | 趙之壁 |
| 片尾曲 | 黑裙子 | 張芸京 | 胡彥斌 | 林文炫 |
| 插曲   | 島國   | 湯旭   | 湯旭   | 湯旭   |

- 「你飛吧」、「黑裙子」收錄於張芸京專輯《破天荒》。

## 週邊商品
| 書名               | ISBN               | 頁數 | 作者           | 出版社   | 台灣發行日期  |
| ------------------ | ------------------ | ---- | -------------- | -------- | ------------- |
| 敲敲愛上你電視寫真 | ISBN 9789571040479 | 192  | 多曼尼製作公司 | 尖端出版 | 2008年4月20日 |

## 收視率
- 以下是華視頻道收視紀錄：

| 集數     | 播映日期      | 平均收視率 | 排名 | 備註                  |
| -------- | ------------- | ---------- | ---- | --------------------- |
| 1        | 2009年4月12日 | 0.66       | 3    |                       |
| 2        | 2009年4月19日 | 0.59       | 3    |                       |
| 3        | 2009年4月26日 | 0.68       | 3    |                       |
| 4        | 2009年5月3日  | 0.56       | 3    |                       |
| 5        | 2009年5月10日 | 0.43       | 3    |                       |
| 6        | 2009年5月17日 | 0.42       | 3    |                       |
| 7        | 2009年5月24日 | 0.60       | 3    |                       |
| 8        | 2009年5月31日 | 0.64       | 3    |                       |
| 9        | 2009年6月7日  | 0.55       | 3    |                       |
| 10       | 2009年6月14日 | 0.42       | 3    | 即日起，改為22:10播出 |
| 11       | 2009年6月21日 | 0.61       | 3    |                       |
| 12       | 2009年6月28日 | 0.61       | 3    |                       |
| 13       | 2009年7月5日  | 0.58       | 3    | 完結篇                |
| 平均收視 | 平均收視      | 0.57       |      |                       |

- 同時段偶像劇：台視《敗犬女王／福氣又安康》、中視《愛就宅一起／流星花園》
- 由AGB尼爾森調查，調查範圍是四歲以上收看電視的觀眾。
資料來源：中時娛樂、凱絡媒體週報

## 大事記
- 2009年4月10日，華視舉行試片會。
- 2009年4月25日，舉行新書簽名會。
- 2009年4月12日，華視首播。

### 官網主頁海報涉抄日劇
- 2009年3月25日，《敲敲愛上你》華視官網上線，主頁的海報內分別是明道、郭品超、吳亞馨躺在一塊白色版上，手牽紅絲帶，但隨後被網友發現主頁海報幾乎與日本電視劇《Last Friends》的海報一樣，網友批評電視台的抄襲行為，華視表示，官網海報由製作單位提供，並已更換另一款海報。

## 製作團隊
- 導　　演：林合隆
- 監　　製：車慶餘（華視節目部經理）
- 製 作 人：柯宜勤、蘇桂瑩
- 製作協調：
- 編劇統籌：
- 協力編劇：曹晴雅、方懿德、林雅淳
- 編　　審：王冠
- 片頭製作：
- 統　　籌：王家文
- 副 導 演：吳介民
- 場　　記：蔡承麟
- 企　　劃：
- 宣　　傳：許芝綺、吳華芬、顏思瑜
- 製　　片：
- 執行製作：謝晨陽、吳華強、馬瀛
- 攝影器材：
- 攝 影 師：林正忠
- 攝影助理：
- 燈光器材：
- 燈　　光：陳彥旭
- 美術設計：
- 道　　具：周義良
- 道具助理：
- 場　　務：李永盛、朱培進
- 梳　　妝：
- 梳化助理：
- 化　　妝：
- 服裝造型：
- 造型助理：
- 服裝管理：黃念慈
- 劇　　照：
- 側　　拍：
- 場務器材：
- 剪　　接：蘇佩玉、溫明龍
- 剪接助理：
- 剪接器材：
- 動畫製作：
- 片頭剪接：
- 音　　樂：
- 效　　果：
- 混　　音：
- 音　　效：聲動錄音
- 對白處理：
- 後製剪輯：
- 後　　製：楊壹舒
- 製片主任：
- 演員副導：
- 服　　裝：
- 副 美 術：
- 道具組長：
- 劇 照 師：
- 場務領班：

## 作品的變遷
| 台灣 華視主頻 每週日 22:00 - 23:35 06/14起，改為22:10 - 23:40 | 台灣 華視主頻 每週日 22:00 - 23:35 06/14起，改為22:10 - 23:40 | 台灣 華視主頻 每週日 22:00 - 23:35 06/14起，改為22:10 - 23:40 |
| ------------------------------------------------------------- | ------------------------------------------------------------- | ------------------------------------------------------------- |
|                                                               | 敲敲愛上你 （2009.04.12 - 2009.07.05）                        |                                                               |
| 王子看見二公主 （2008.12.14 - 2009.04.05）                    | 紫玫瑰 （2009.07.12 - 2009.10.11）                            |                                                               |

| 八大綜合台 每週五 20:00 - 21:30 05/08起，改為21:00 - 22:30 | 八大綜合台 每週五 20:00 - 21:30 05/08起，改為21:00 - 22:30 | 八大綜合台 每週五 20:00 - 21:30 05/08起，改為21:00 - 22:30 |
| ---------------------------------------------------------- | ---------------------------------------------------------- | ---------------------------------------------------------- |
|                                                            | 敲敲愛上你 （2009.04.17 - 2009.07.10）                     |                                                            |
| 終極一家 （星期五暫停播出）                                | 紫玫瑰 （2009.07.17 - 2009.10.16）                         |                                                            |